# Anthony Jenkinson
Anthony Jenkinson (? - 1611) was al een ervaren Engelse handelaar (werkzaam in het Midden-Oosten sinds 1546) toen hij in 1557, na de dood van Richard Chancellor, werd aangesteld als hoogste handelaar van de Muscovy Company in Moskou. Hij wilde de handel van de compagnie uitbreiden tot voorbij Rusland, en maakte daartoe twee reizen.

## Eerste reis: Centraal-Azië
Hij bereikte Moskou via de route rond Scandinavië en over de Witte Zee, in december 1557. Op 23 april 1558 verliet hij de stad in een poging Cathay (China) te bereiken. Hij zakte de Wolga af naar Astrachan aan de Kaspische Zee. Dit gebied was nog maar kort tevoren Russisch geworden, voordien was het in handen van de Tataren (Mongolen). Jenkinson merkte op dat het land nog veel te lijden had onder de voorafgaande onrust. Jenkinson schreef:
At my being there I could have bought many goodly Tartars' children, of their own fathers and mothers, a boy or a wrench for a loaf of bread worth six pence in England, but we had more need of victuals at that time than of any such merchandise.
(vertaling: Gedurende mijn verblijf hier, had ik een behoorlijk aantal mooie Tartaarse kinderen kunnen kopen, van hun eigen ouders, een jongen of meisje voor een stuk brood dat in Engeland zes pence waard zou zijn, maar ik had op dat moment meer behoefte aan proviand dan aan dergelijke koopwaar.)
Als handelaar was Jenkinson natuurlijk vooral geïnteresseerd in de handelsmogelijkheden van de streek. Hij zag slechts weinig mogelijkheden in Astrachan, waar hij slechts armzalige handelswaar aantrof, en nog minder in de gebieden verder oostelijk, die nog onder Mongools bestuur stonden. Hier werd zijn schip aangevallen door een bende gewapende mannen. Ze waren echter niet op zoek naar handelswaar, maar naar 'Russen of andere ongelovigen'. Een van Jenkinsons Mongoolse medereizigers zwoer dat er geen aan boord waren, en redde zo Jenkinsons leven.
Jenkinson verliet zijn schip, en vormde een karavaan om verder Centraal-Azië in te trekken. De lokale heerser probeerde zo veel mogelijk geld uit hem te persen: hij vroeg het dubbel van de normale prijs voor paarden en kamelen, en liet hem betalen voor zijn drinkwater. De sultan van Urgenj was een stuk vriendelijker, en gaf hem een aanbevelingsbrief mee. Later ontmoette Jenkinson een groep rovers. Jenkinson en zijn groep besloten te vechten. Na een dag van schotenwisselingen werd een overeenkomst bereikt: de boeven kregen een hoeveelheid koopwaar, maar het leven van de reizigers en de rest van de producten bleven gespaard. Op 21 december bereikte Jenkinson Buchara. De sultan van Buchara zond troepen uit tegen de rovers. Om een voorbeeld te stellen, werden sommigen van hen geëxecuteerd. Jenkinson kreeg zijn goederen gedeeltelijk terug.
Hoewel Buchara bezocht werd door handelaren uit India, Perzië, Rusland, Afghanistan en diverse andere landen, vond Jenkinson de koopwaar povertjes. Hem werd verteld dat Buchara in het verleden ook met Cathay gehandeld had, maar dat oorlogen en rovers de weg naar Cathay nu onbegaanbaar maakten. Derhalve brak hij hier zijn reis af, zeer tegen zijn zin, en keerde hij in 1559 terug naar Rusland.

## Tweede reis: Perzië
Na een bezoek aan Engeland, keerde Jenkinson in 1561 in Rusland terug, en op 27 april van dat jaar ging hij voor de tweede maal vandaaruit op reis, dit keer met Perzië als reisdoel. Hij had een huiswaarts kerende Perzische ambassadeur als reisgenoot. Op de Kaspische Zee kwamen ze in een grote storm terecht, maar met veel moeite en verlies van handelswaar kwamen ze er veilig doorheen, en landden in Derbent
Jenkinson bezocht Shemakha (ten westen van Bakoe), de hoofdstad van Shirvan (tegenwoordig Azerbeidzjan). Het gebied was voorheen een onafhankelijk koninkrijk, maar was kort tevoren door de Perzen veroverd. De sultan was zeer gastvrij, nodigde hem uit voor luxueuze diners, liet hem deelnemen aan de valkenjacht, en stelde hem allerlei vragen.
Via een aantal andere steden bereikte Jenkinson Qazvin, toentertijd de hoofdstad van Perzië. Hij had een onderhoud met sjah Tahmasp, en overhandigde hem geschenken, maar nadat Tahmasp hoorde dat Jenkinson een christen was, was hij niet langer geïnteresseerd. Jenkinsons timing was op punt ook ongelukkig: de sjah had net een vriendschapsverdrag met de Turken gesloten, die bijna alle Europeanen als vijanden zagen. Hij overwoog zelfs Jenkinsons hoofd als geschenk aan de sultan van Turkije te sturen, maar op verzoek van zijn zoon, die waarschuwde dat een dergelijke behandeling van vreemdelingen andere bezoekers zou afschrikken, liet hij hem uiteindelijk ongedeerd gaan, en gaf hem zelfs een rijk kleed mee.
Jenkinson keerde terug via ruwweg dezelfde route als bij zijn heenreis, en kwam op 20 augustus 1563 aan in Moskou, en op 28 september in Londen.
Na Jenkinson werden nog meer handelaren van de Muscovy Company naar Perzië gezonden, maar deze waren nog minder succesvol dan Jenkinson, sommigen overleefden de reis zelfs niet. Centraal-Azië daarentegen werd in de volgende 2 eeuwen door slechts weinig Europeanen bezocht, en geheel niet door Engelsen.